# Ophiomyia bispina
Ophiomyia bispina är en tvåvingeart som beskrevs av Gu, X 1991. Ophiomyia bispina ingår i släktet Ophiomyia och familjen minerarflugor. Inga underarter finns listade i Catalogue of Life.